# VW K 70
Der VW K 70 war das erste Fahrzeug von Volkswagen mit einem Front-Reihenmotor sowie Wasserkühlung und der erste in Serie gebaute Volkswagen mit Frontantrieb. Entwickelt wurde er von NSU. Er kam im September 1970 auf den Markt. Vorher hatte Volkswagen ausschließlich Fahrzeuge mit luftgekühlten Heckmotoren gebaut.

## Modellgeschichte

### Entwicklung bei NSU

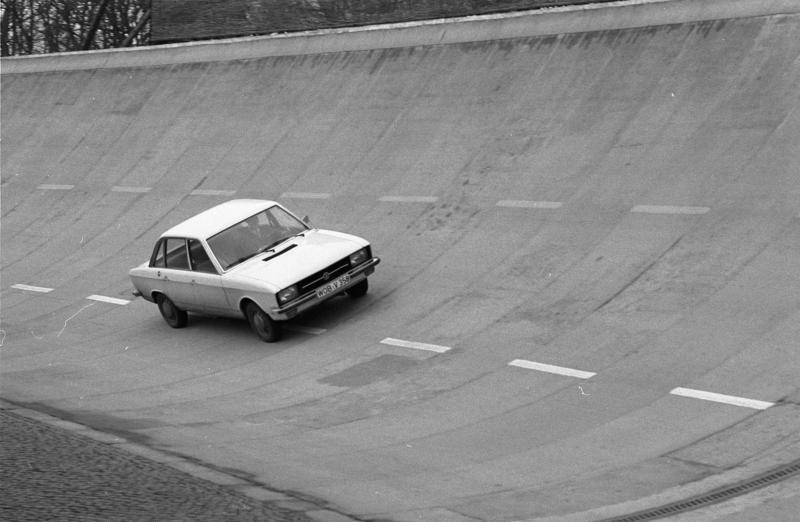
K 70 auf der Teststrecke des Volkswagenwerks am 25. Januar 1973

Nach einem Vorstandsbeschluss der NSU Motorenwerke AG begann am 12. Januar 1965 unter der Leitung des NSU-Entwicklungschefs Ewald Praxl und des späteren Leiters der Designabteilung Claus Luthe die Entwicklung einer Limousine der Mittelklasse mit Stufenheck und vier Türen sowie einer Kombi-Version mit zwei Türen, die den größeren NSU Ro 80 ergänzen sollten.
Am 30. Juli 1965 war zunächst der Entwurf für den Kombi fertig (entgegen der ursprünglichen Planung mit vier Türen) und wurde in den Werksakten unter der Arbeitsbezeichnung „Typ X I“ geführt. Parallel zu dieser Entwicklung arbeiteten die NSU-Konstrukteure am neuen Modell „Typ X III“ oder K 70 (wobei „K“ für Hubkolben im Gegensatz zu „Ro“ für Rotationskolben im NSU Ro 80 mit Wankelmotor stand). Geplant war auch eine Version mit Rotationskolbenmotor, die als NSU Ro 70 bezeichnet werden sollte, sowie eine Variante mit Automatikgetriebe, die beide nicht realisiert wurden.
Die Vorstellung des K 70 plante NSU für März 1969 anlässlich des Internationalen Automobilsalons in Genf. NSU sah damals für den K 70 eine Jahresproduktion von 45.000 Fahrzeugen vor, die von VW bereits 1971 übertroffen wurde.

### Gebaut von VW im neuen Werk Salzgitter

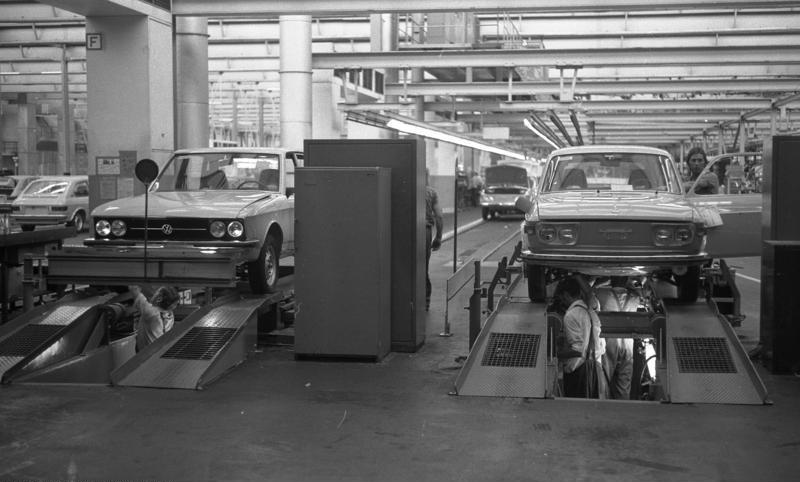
Gemeinsame Fertigung von K 70 und VW 412 im Werk Salzgitter

Kurz vor der von NSU geplanten Vorstellung wurde jedoch die in wirtschaftlichen Schwierigkeiten befindliche NSU Motorenwerke der Volkswagen-Tochter Audi zugeschlagen, was zur Absage der von der internationalen Motorpresse mit Spannung erwarteten Präsentation des NSU K 70 in Genf führte, obschon damals bereits seit zweieinhalb Jahren an der Entwicklung und Vorserienproduktion des K 70 gearbeitet worden war. Die Absage der Präsentation führte zu Vermutungen, wie etwa derjenigen, der K 70 komme wegen interner Konkurrenz durch die Konzernmodelle VW 411 und Audi 100 nicht auf den Markt, oder er komme nicht als NSU, sondern später als VW K 70 – was sich letztlich bewahrheitete.
Obwohl die NSU AG in der VW-Tochter Audi aufgegangen war, nahm sich Volkswagen des fertig entwickelten K 70 an – denn Audi verfügte mit dem viel verkauften Audi 100 über ein in derselben Fahrzeugklasse angesiedeltes Modell. Im September 1970 wurde das Fahrzeug nach geringfügigen Veränderungen unter der Bezeichnung VW K 70 schließlich offiziell vorgestellt und im eigens dafür neu errichteten Volkswagenwerk Salzgitter gebaut. Den K 70 gab es nicht als Kombi, um dem Verkauf des hauseigenen VW 411 Variant nicht zu schaden. Nur einige Prototypen waren gebaut worden.

## Technische Aspekte

### Platzangebot und Äußeres
Der K 70 (VW-interne Bezeichnung: Typ 48) setzte neue Maßstäbe im Pkw-Angebot des Volkswagenwerkes. So war das Platzangebot dieser ausschließlich 4-türigen Limousine nicht nur im Vergleich mit dem VW Käfer oder dem VW 1600 außerordentlich großzügig, sondern es war auch größer als beim ungefähr gleich teuren, aber ca. 7 cm längeren VW 411. Es gab einen großen Kofferraum im Heck (Rauminhalt 585 l, gemessen mit Quadern von je 200 × 100 × 50 mm), die Rundumsicht war wegen der großen Fensterflächen und der niedrigen Fensterlinie sehr gut (die Fensterhöhe nimmt über 40 % der Türhöhe ein) und Einparkmanöver fielen leicht, da dank der relativ hohen Sitzposition die Karosseriebegrenzungen ebenfalls gut zu übersehen waren. Die Heizung des wassergekühlten K 70 war deutlich wirksamer als bei VW-Modellen mit luftgekühltem Heckmotor.
Die sachliche, von Claus Luthe entworfene Form entsprach dem Ideal der frühen 1970er-Jahre; anders als bei vielen Fahrzeugen der späten 1960er-Jahre verzichtete Luthe auf bauchige Formen und reichen Chromschmuck im „Barock-Stil“ und ließ an deren Stelle eine schlanke und zurückhaltende Eleganz treten.

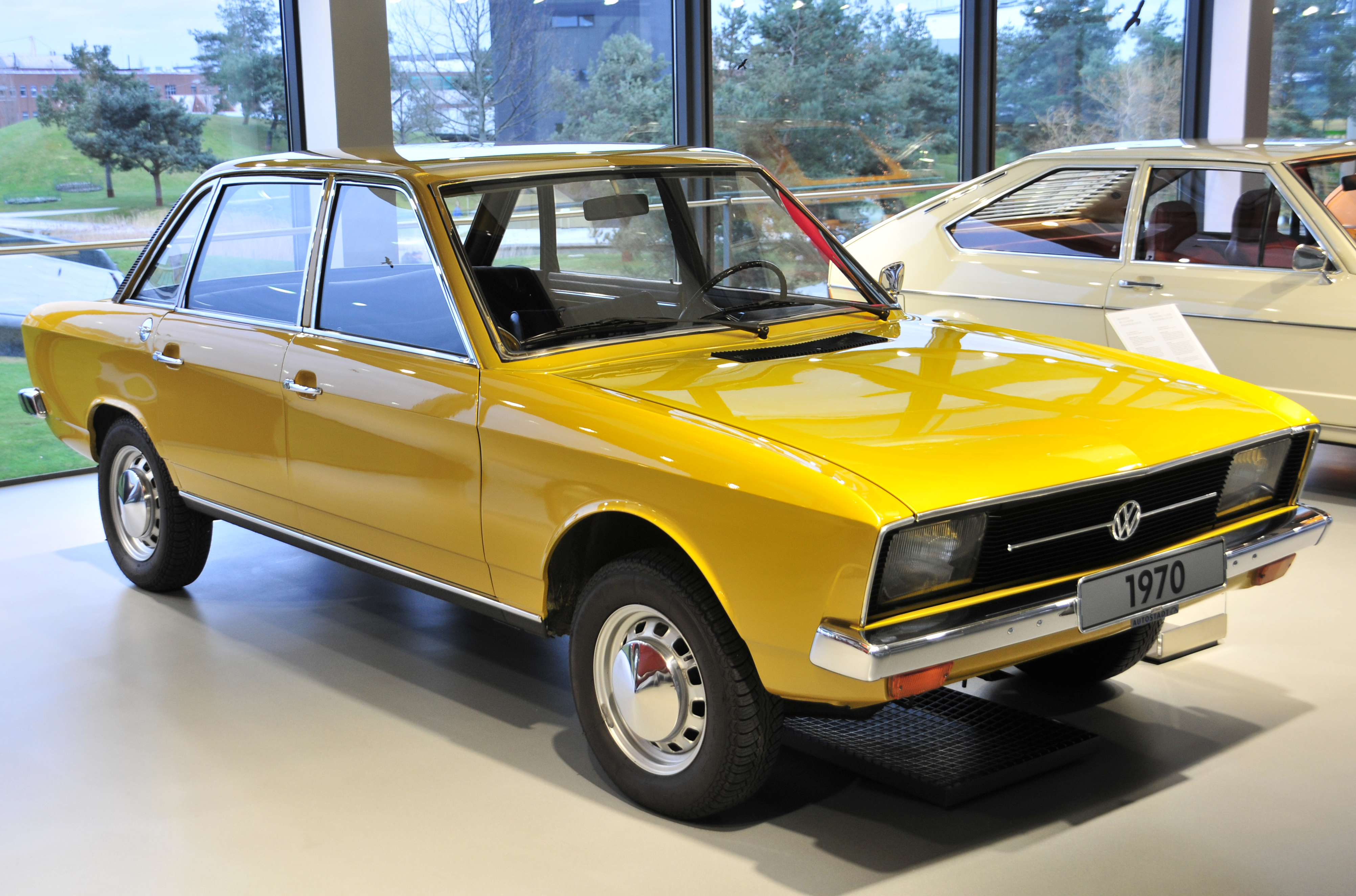
Einer der ersten VW K 70 L: Baujahr 1970
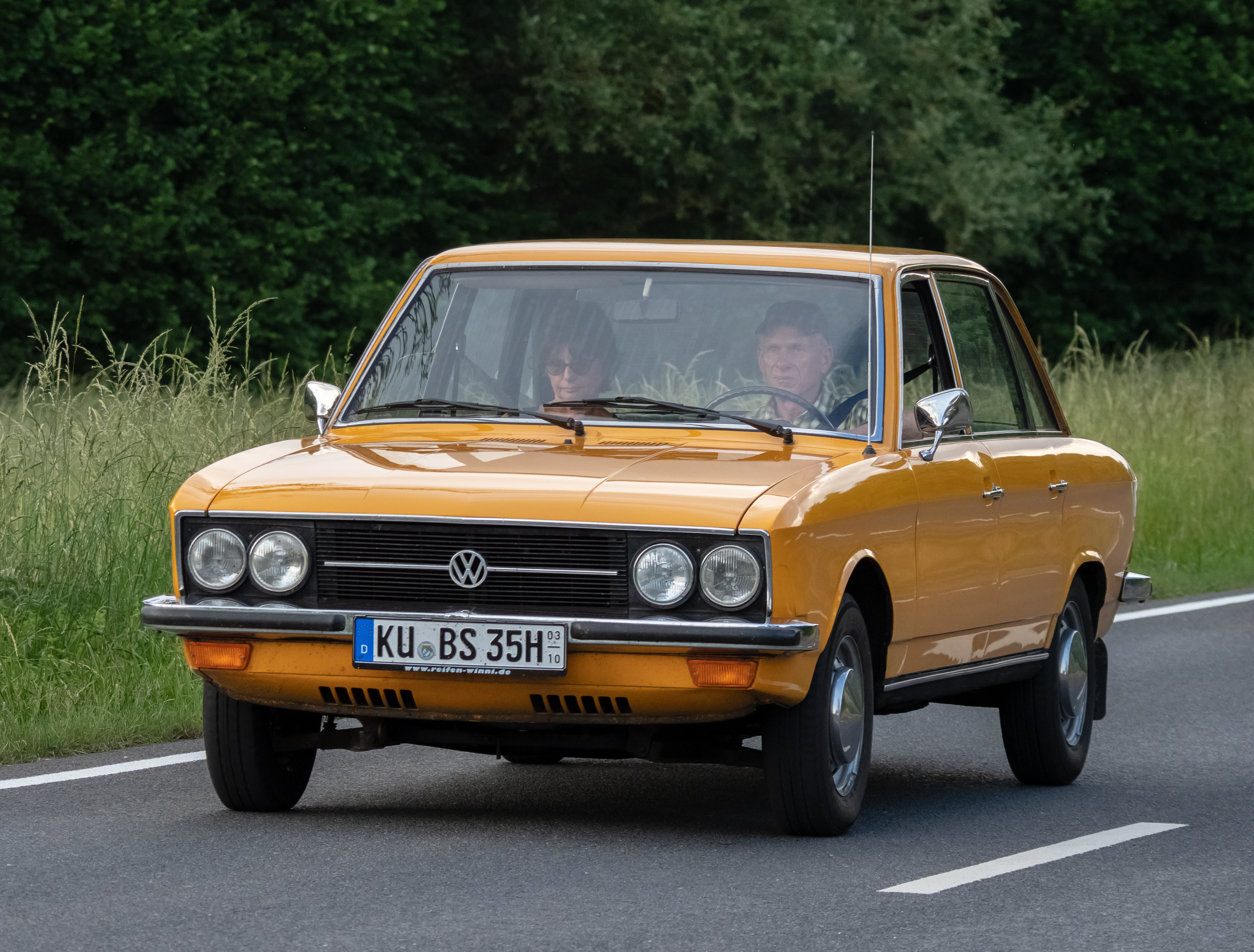
VW K 70 von 1972
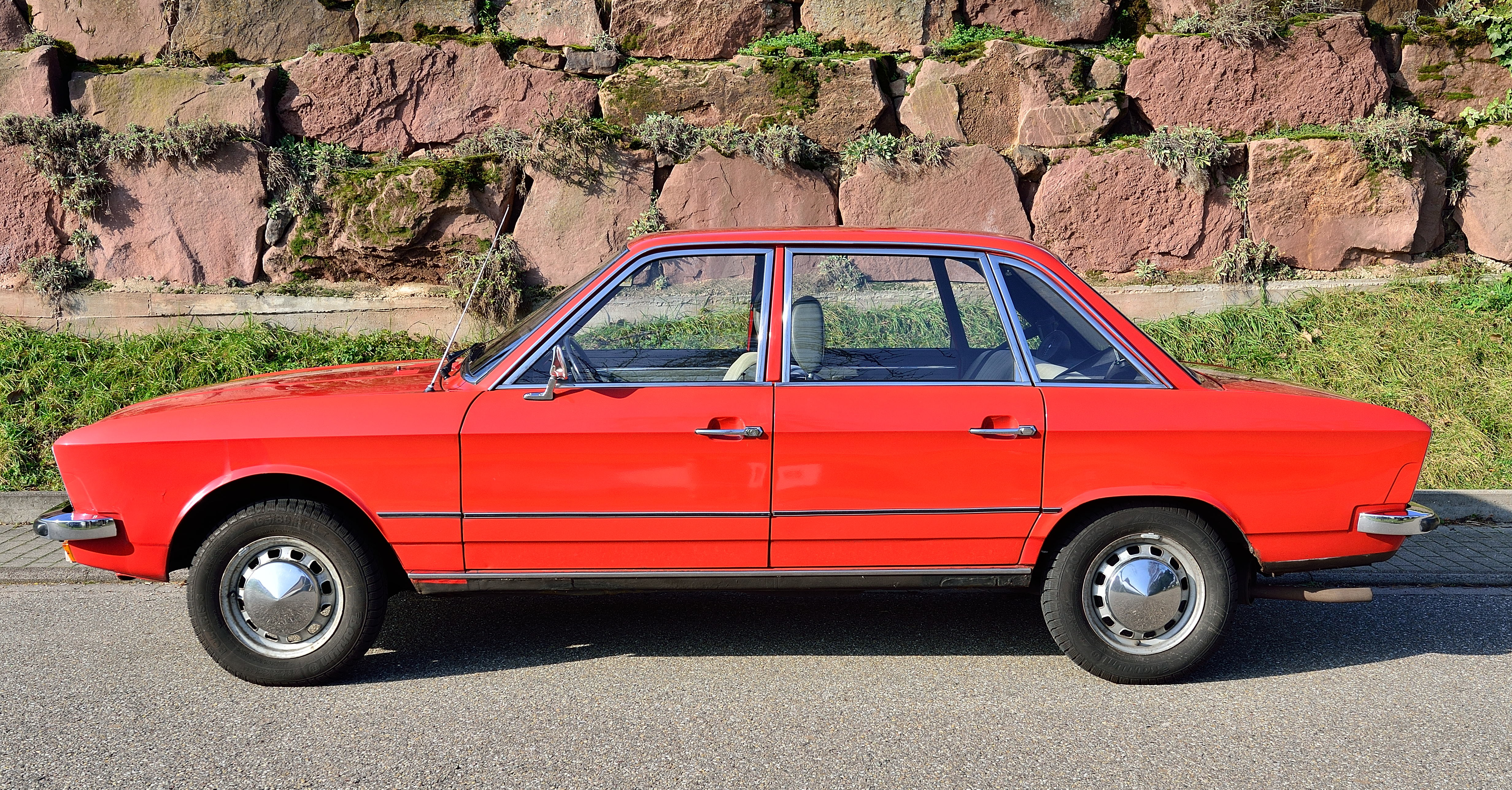
K 70 LS (1974) in Senegalrot
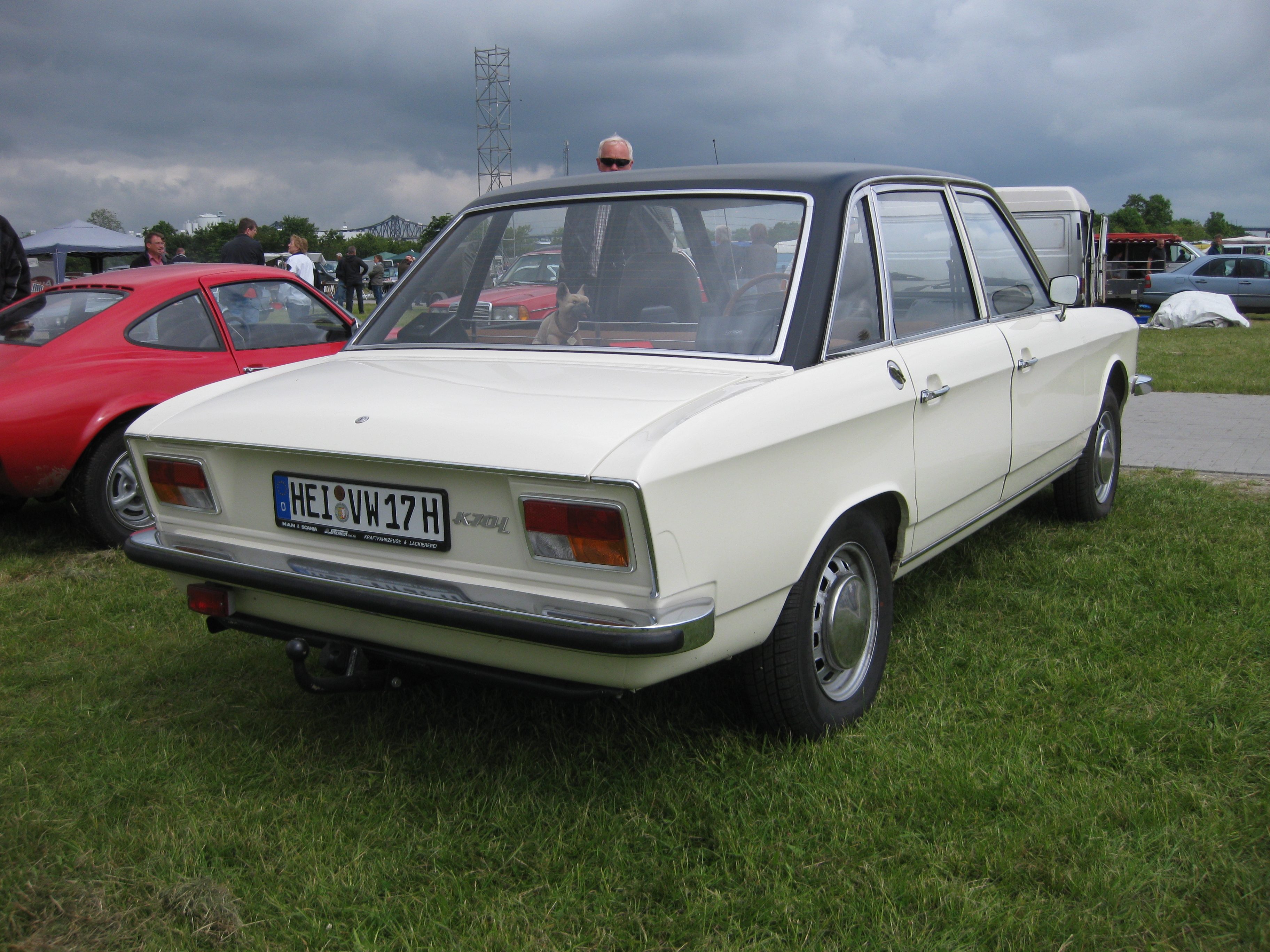
VW K 70 L, Heckansicht (mattschwarz lackiertes Dach)
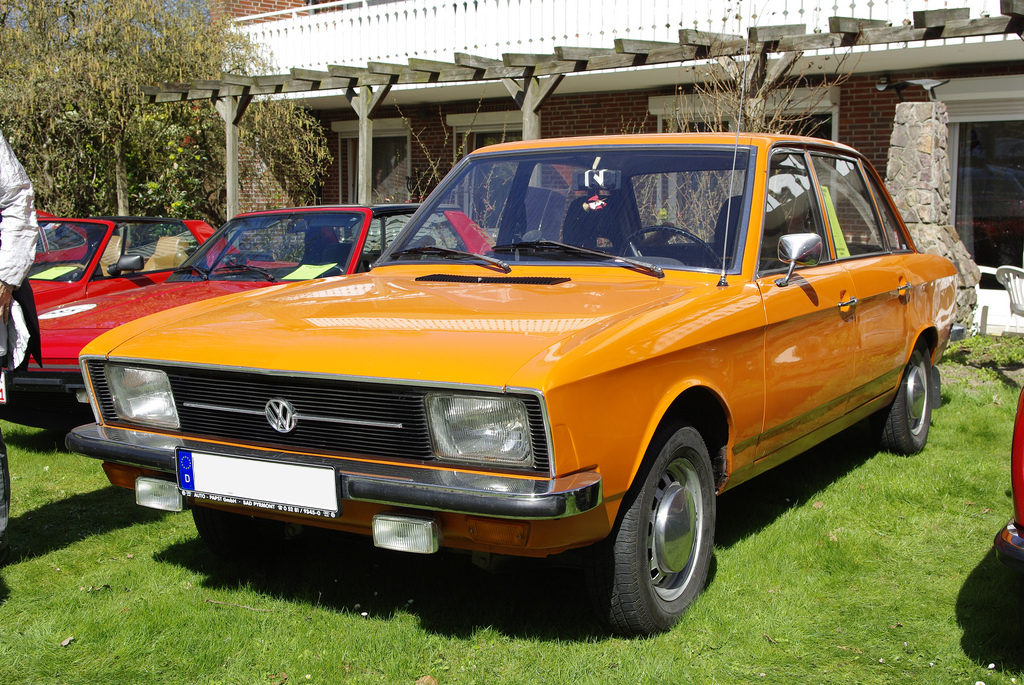
K 70 S (1974)
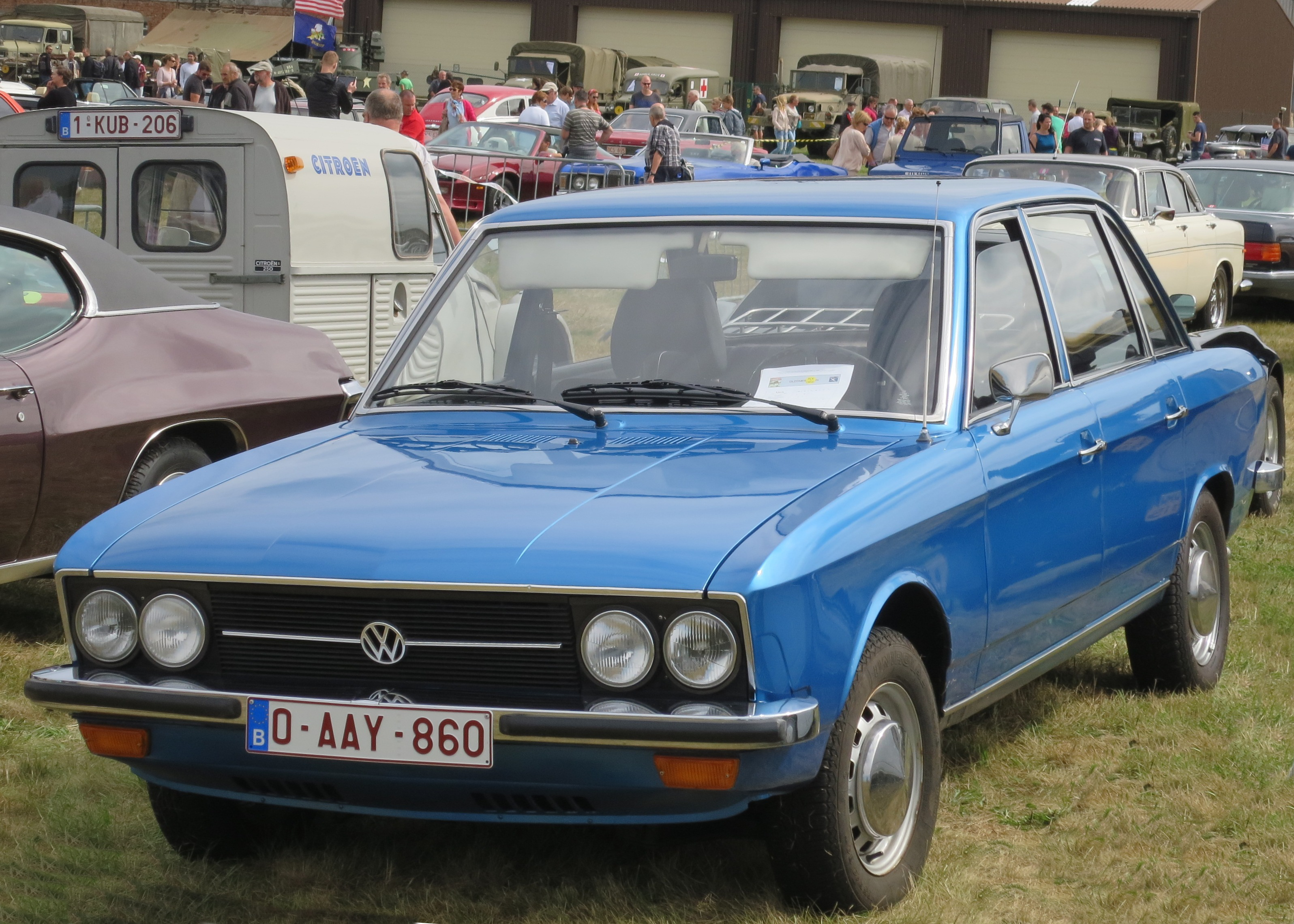
K 70 LS (1975)
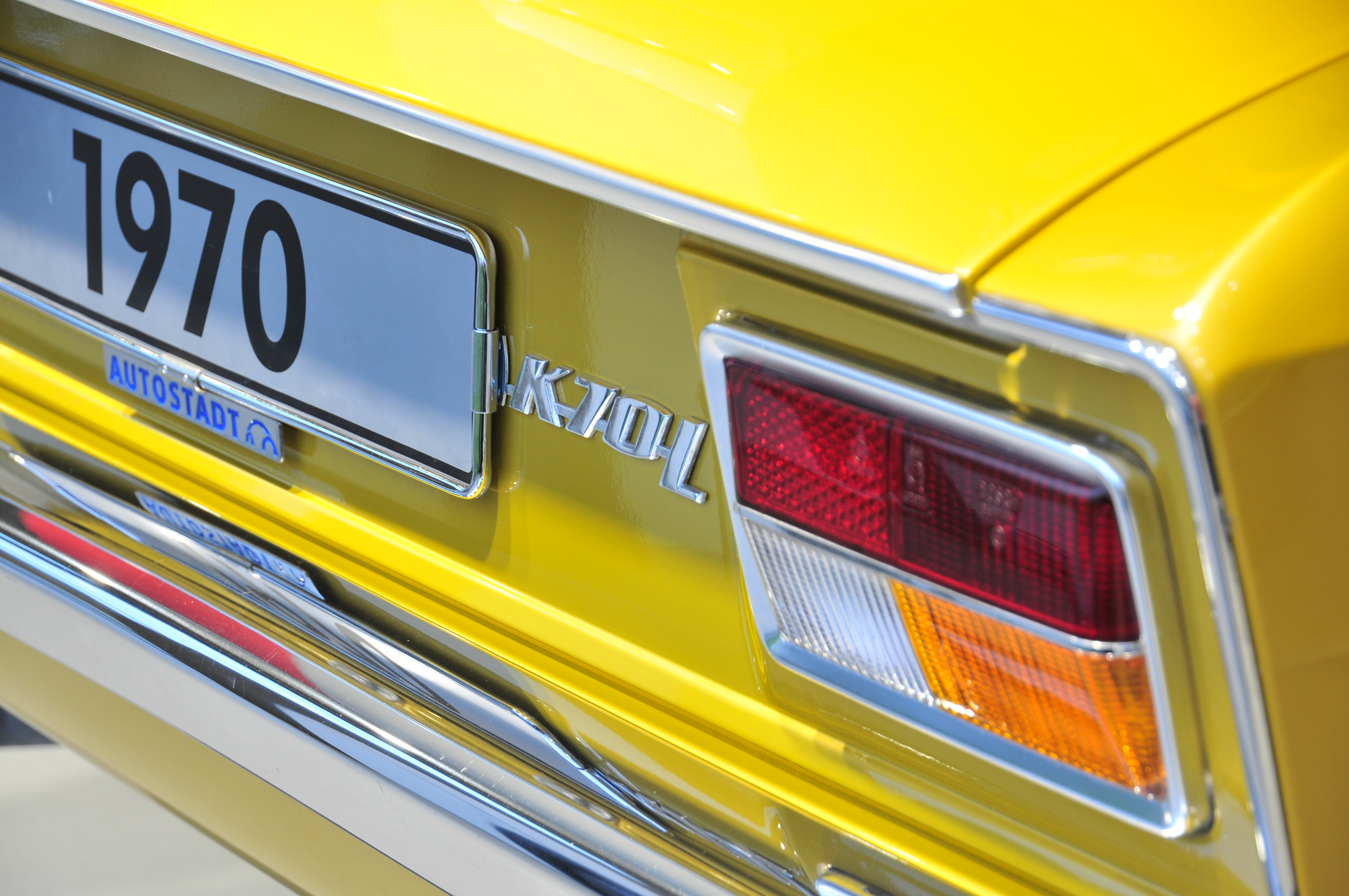
Heckleuchte: Rückstrahler, Rück- und Stopplicht, Blinker und Rückfahrscheinwerfer zusammengefasst
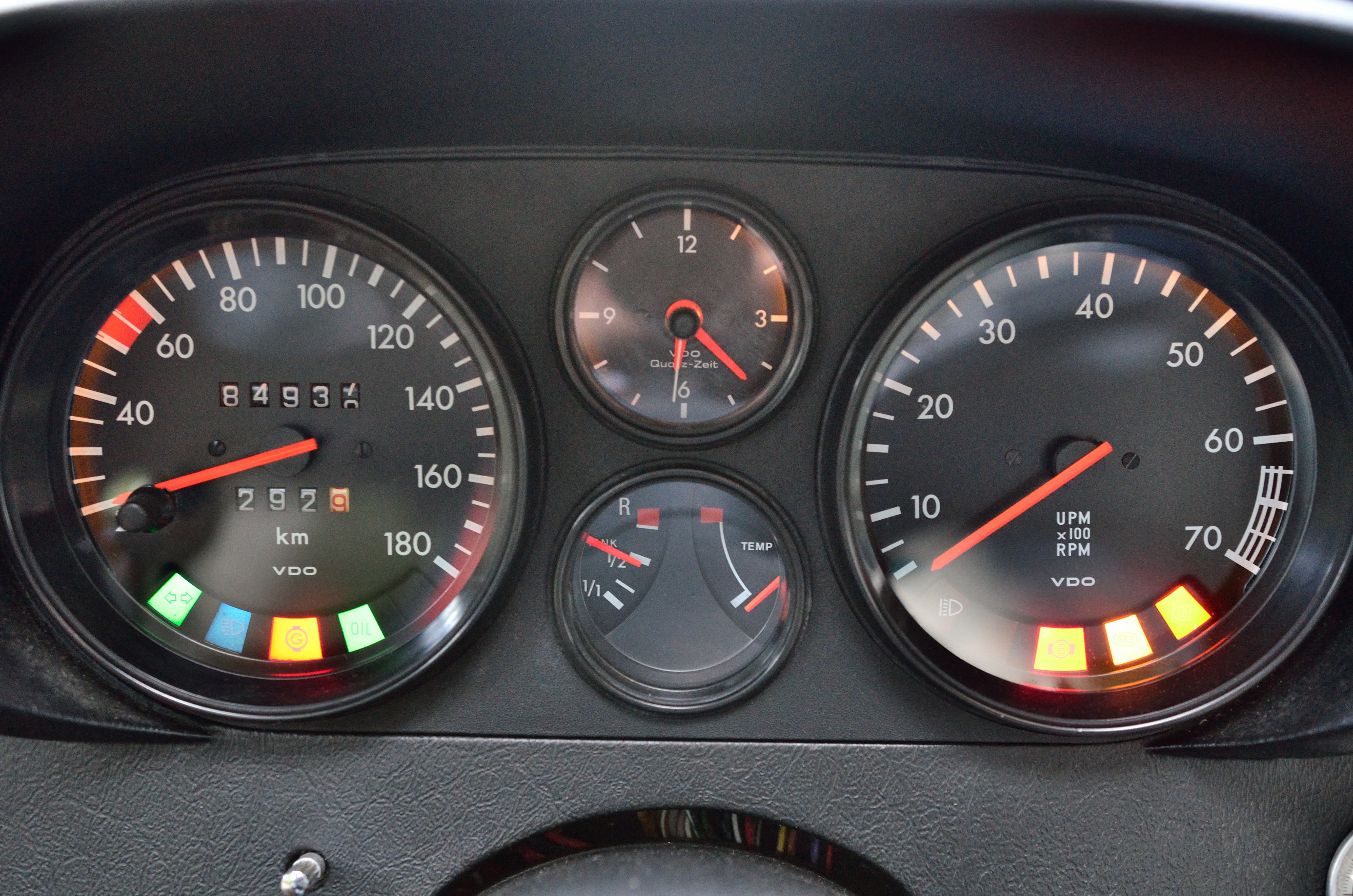
Kombiinstrument VW K 70 LS

### Technisches Konzept
Der K 70 ist das erste als VW verkaufte Auto mit Frontantrieb und wassergekühltem Motor. Die eigenen Fahrzeugprojekte von Volkswagen mit Frontantrieb und längs eingebauten luftgekühlten Boxermotoren waren bis dahin immer vor der Serienreife abgebrochen worden. Das ungewöhnliche Antriebskonzept mit längs geneigtem, über Vorderachse und Getriebe liegendem Motor gab es sonst nur bei Triumph und in Lizenz bei Saab. Im Prinzip entsprach es der Antriebseinheit des NSU 1000 mit um 90° gedrehtem Motor und Getriebe. VW blieb ansonsten bei konventionellen Lösungen. 1973 übernahm man von Audi den Passat mit Motor längs vor der Achse und entwickelte selbst bis 1974 den VW Golf I mit Quermotor.
Der K 70 hatte – wie etwa schon Citroën, DKW und der NSU Ro 80 – innenliegende vordere Scheibenbremsen am Differenzialgehäuse. Das verminderte zwar die ungefederten Massen, erschwerte aber die Zugänglichkeit bei Wartungsarbeiten. Hinten waren Trommelbremsen mit einer Radialverrippung zur Wärmeableitung eingebaut. Zur passiven Sicherheit hatte der Wagen eine zweimal abgewinkelte Lenksäule (Kreuzgelenke) sowie eine Karosserie mit verformbaren Knautschzonen an Front und Heck und eine verstärkte Sicherheitsfahrgastzelle; der Tank lag im geschützten Bereich unterhalb des Fahrtgastraumes vor der Hinterachse. Um zu vermeiden, dass sich die Motorhaube während der Fahrt öffnet, war sie vorn angeschlagen. Sicherheitsgurte kosteten Aufpreis, die für eine Nachrüstung erforderlichen Gewindebuchsen waren jedoch an allen fünf Sitzplätzen serienmäßig vorhanden – vorn und hinten außen für Dreipunkt-Sicherheitsgurte, hinten in der Mitte für einen Beckengurt.
Damit der Wagen nicht zu kopflastig wurde, saß der längs eingebaute Motor nach rechts geneigt über dem Differenzial, dahinter das Getriebe, sodass fast der gesamte Antrieb exakt über der Vorderachse lag. Die Kupplung ließ sich ohne Ausbau von Motor oder Getriebe wechseln.

### Fahrwerk
Vorn hatte der K 70 MacPherson-Federbeine und  Dreiecks-Querlenker, hinten eine Schräglenkerachse mit Hilfsrahmen, an allen Rädern Teleskopstoßdämpfer, auch an der Hinterachse mit den Federn kombiniert. Hinzu kamen (bis 1973) Querstabilisatoren an beiden Achsen; ab 1973 entfiel der Stabilisator an der Hinterachse, dafür wurden nun zweiseitig progressiv wirkende Schraubenfedern aus konischem Draht verwendet statt der vorher linearen Federn. Mit dieser Fahrwerkskonstruktion wurde eine gute Straßenlage erreicht. Dem damaligen Anspruch nach Komfort in Fahrzeugen der Mittelklasse und oberen Mittelklasse entsprechend war die Federung des K 70 sehr weich gehalten und wurde durch lange Federwege ermöglicht, was in Kurven zu einer recht starken Seitenneigung führte. Der Lenkrollradius der Vorderachse betrug null.

### Motoren und Kraftstoffverbrauch
Es gab den K 70 mit 1,6-Liter-Motoren und einer Leistung von 75 PS (55 kW) bzw. 90 PS (66 kW) sowie ab 1973 (K 70 S/LS) mit 1,8 Liter Hubraum und 100 PS (74 kW). Die Kurbelwelle lief in fünf Lagern und trieb über eine Kette die obenliegende Nockenwelle an. Die Ventile hingen V-förmig im halbkugeligen Brennraum und wurden über Kipphebel betätigt. Mit dem Produktionsende des K 70 wurde auch die Fertigung dieser Motoren eingestellt – für Passat, Scirocco, Golf und Polo wurden weniger aufwendige und billigere Motoren von Audi übernommen (etwa der VW EA827) und neu entwickelt.
Die 75-PS-Variante (55 kW) des K 70 konnte mit Normalbenzin betrieben werden, der stärkere 1,6-Liter-Motor und der 1,8-Liter-Motor benötigten Superbenzin und boten bessere Fahrleistungen. Alle verbrauchten aber viel Kraftstoff. Das lag am für damalige Maßstäbe relativ hohen Fahrzeuggewicht (1060 kg leer) und dem wegen der kantigen Form hohen Luftwiderstand ({\displaystyle c_{\mathrm {w} }} = 0,52). In einem Test des K 70 mit 90-PS-1,6-Liter-Motor (66 kW) wurden im Durchschnitt 12,5 l/100 km ermittelt (Oktober 1970); die Höchstgeschwindigkeit lag bei 159 km/h. Ein späterer Test (Dezember 1970) ergab einen Durchschnittsverbrauch von 14,1 l/100 km. In einem Kurztest der Automobil Revue wurde dagegen ein Durchschnittsverbrauch von 11,3 l/100 km ermittelt.
Die damaligen Werbeprospekte von VW geben als Verbrauch (immer bei konstanter Geschwindigkeit von 110 km/h über 100 km und halber Nutzlast [hier: 230 kg Zuladung inklusive Fahrer] gemessen) an: der Prospekt von 1970 für beide Motorversionen (75 und 90 PS/55 und 66 kW) 10,2 Liter, der Prospekt vom August 1973 weist 11,0 Liter (100 PS/74 kW) bzw. 11,2 Liter (75 PS/55 kW) aus – der höhere Wert für den 75-PS-Motor (55 kW) resultiert aus Änderungen am Vergaser, dessen Düsenbestückung im Lauf der Zeit mehrfach geändert wurde. In der in Funk und Fernsehen in den 1970er Jahren ausgestrahlten Autotestreihe mit Rainer Günzler ermittelten die Tester einen Durchschnittsverbrauch des 90-PS-Motors (66 kW) von 10,4 l/100 km bei konstanter Fahrt mit 110 km/h (Autobahn), im Stadtverkehr wurden 11,8 Liter, auf der Landstraße dagegen 9,8 Liter ermittelt.
Die Frontpartie der Karosserie wurde zur Verbrauchssenkung mehrfach überarbeitet (siehe hierzu auch weiter unten im Abschnitt Modellpflege), was jedoch den hohen Luftwiderstand kaum verringerte.

### Probleme beim Marketing und Ende der Produktion

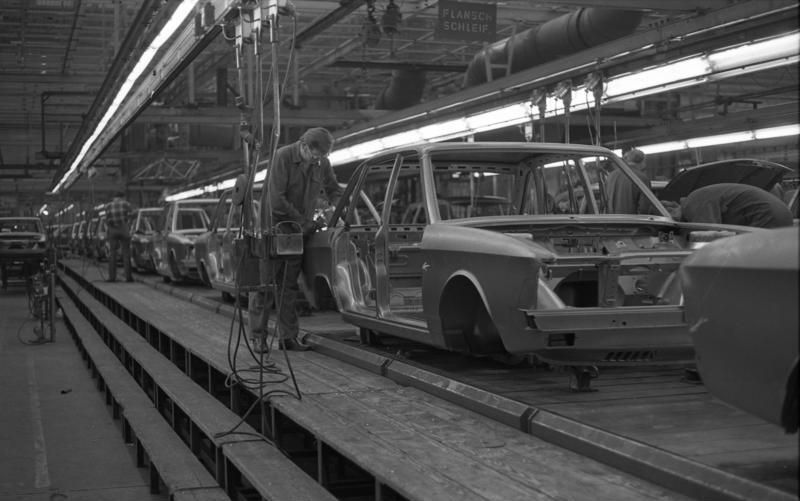
Fertigung von K 70 im Werk Salzgitter

Von August 1970 bis Mai 1975 wurden 211.127 VW K 70 gebaut. Die Verkaufszahlen waren über alle Modelljahre hinweg relativ niedrig. Das lag unter anderem daran, dass der K 70 im Vergleich zu den anderen VW-Modellen sehr modern war und es schwer hatte, bei der klassischen VW-Klientel, die Heckmotor-Fahrzeuge und das typische Design schätzte, Anklang zu finden. Darüber hinaus war es für die VW-Autohäuser relativ schwierig, sowohl für den modernen K 70 als auch die inzwischen als veraltet anzusehenden, aber nach wie vor sehr beliebten Modelle wie Käfer, Typ 3 oder den VW 411 gleichermaßen objektiv zu werben, sodass der K 70 – der bis 1973 das einzige Modell mit einer zukunftsweisenden Technik bei VW war – häufig und völlig zu Unrecht ins Hintertreffen geriet. Durch die niedrigen Verkaufszahlen des K 70, aber auch bedingt durch seinen Sonderstatus in der Produktion (da er bei NSU entwickelt worden war, gab es kaum Gleichteile mit anderen Fahrzeugen des VW-Konzerns) war die Herstellung unrentabel. Außerdem verursachten seine „zweistöckige“ Motor-Getriebe-Einheit, das Dreiwellengetriebe und die aufwendige hintere Schräglenkerachse hohe Produktionskosten. Es gab zwar Überlegungen für eine Weiterentwicklung, von der die Autozeitschrift MOT bereits 1972 einen Eindruck gab, die jedoch nicht weiterverfolgt wurde. Es gab somit kein direktes Nachfolgemodell, da der Passat als Nachfolger des VW 1600 (VW Typ 3) galt; zudem kam der VW Passat schon 1973 auf den Markt. Dadurch stieg der K 70 indirekt in die obere Mittelklasse auf, da der Passat als neues Mittelklassefahrzeug vermarktet wurde und zumindest in der Basisversion deutlich einfacher ausgestattet war als der K 70.
Mit dem VW Santana und später dem VW Phaeton versuchte Volkswagen, eine weitere Limousine oberhalb der Mittelklasse zu positionieren. Angesichts der niedrigen Stückzahlen und der Korrosionsproblematik ist der K 70 aus dem heutigen Straßenbild praktisch verschwunden und selbst in der Oldtimerszene ein seltenes Fahrzeug geworden.

## Ausstattungsvarianten und erhältliche Sonderausstattungen
Über die ganze Produktionszeit hinweg wurde der K 70 in zwei Ausstattungsvarianten angeboten – die Basisversion („K 70“) sowie die Luxusversion („K 70 L“). Die Motoren mit 75 PS (55 kW) und 90 PS (66 kW) konnten mit beiden Ausstattungsvarianten kombiniert werden, ebenso ab 1973 auch der 100-PS-(74-kW)-Motor (Basisversion „K 70 S“ bzw. Luxusversion „K 70 LS“).
Die Modelle mit den stärkeren Motoren – 90 bzw. 100 PS (66 bzw. 74 kW) – hatten im Kombiinstrument einen Drehzahlmesser.

### Umfassende Serienausstattung
Schon die Basisversion war angesichts des noch überschaubaren Kaufpreises von rund 9500 DM für damalige Verhältnisse überdurchschnittlich gut ausgestattet und bot eine bessere Grundausstattung als manches Konkurrenzmodell: Wisch-Wasch-Automatik für die Frontscheibe, Türen auf der Innenseite komplett verkleidet und vorn mit jeweils einer Ablagetasche, zwei Innenraumleuchten, Handschuhfachbeleuchtung (bis Herbst 1971), Kontrollleuchten auch für Starterzug und Handbremse (Letztere zugleich Warnleuchte für zu niedrigen Bremsflüssigkeitsstand), elektrische Uhr, 2 Aschenbecher in den hinteren Türen, Beleuchtung des Zigarettenanzünders sowie der Heizungs- und Lüftungsregulierung, Instrumentenbeleuchtung mit Drehknopf stufenlos verstellbar, Kleiderhaken an den B-Säulen sowie zusätzlich an den Handgriffen oberhalb der Seitenfenster (diese nur bis Herbst 1971).
In der L-Variante kamen serienmäßig hinzu: Vordersitze mit Liegesitzeinstellung, Ablagetaschen an den Rückseiten der Vordersitze, Sitzbezüge aufwendiger (Velours), Innenraumboden mit Teppichboden statt mit Nadelvlies ausgelegt, verchromte Zierleisten auf den Tür-Innenverkleidungen, Rückbanklehne mit ausklappbarer Armlehne in der Mitte, beide Sonnenblenden mit Schminkspiegel, Handschuhfach abschließbar, Tageskilometerzähler, Kofferraumbeleuchtung, Stoßfänger mit Gummiauflage (ab Herbst 1971), runde Halogen-Doppelscheinwerfer (ab August 1972) und abschließbarer Tankdeckel (ab 1973).

### Sonderausstattungen
An Sonderausstattungen waren erhältlich: Verbundglas-Frontscheibe, beheizbare Heckscheibe (auch Teil des „Schlechtwetter-Paketes“ mit Nebelschlussleuchte, Nebelscheinwerfern und leistungsstärkerer Lichtmaschine), Schmutzfänger hinten, verschiedene Blaupunkt-Radios (auch mit Stereoton), Anhängerkupplung, grün getönte Wärmeschutzverglasung vorn/hinten/seitlich (einzeln oder komplett erhältlich), abnehmbare Kopfstützen vorn, Sicherheitsgurte vorn (ab 1973 serienmäßig) und hinten, Kunstledersitzbezüge, schwarze Strukturlackierung des Fahrzeugdaches (Vinylbeschichtungen gab es nur von externen Werkstätten), Signallackierung (gelb oder rot), Außenspiegel für die Beifahrerseite sowie ab Modelljahr 1974 Aluminium-Gussräder.
Außerdem waren die Ausstattungsdetails der L-Variante auch in der Basisversion einzeln lieferbar.
Darüber hinaus war für den K 70 noch etliches Zubehör erhältlich, so zum Beispiel aufklebbare Seitenschutz-Zierleisten oder unterschiedliche Ablagekonsolen für den Zwischenraum zwischen Schalthebel und Getriebetunnel.

### Modellpflege
Trotz der relativ kurzen Bauzeit des K 70 gab es eine ganze Reihe von meist kleineren Modellpflegemaßnahmen. Die äußerlich sichtbaren helfen, die einzelnen Modelljahre voneinander zu unterscheiden:

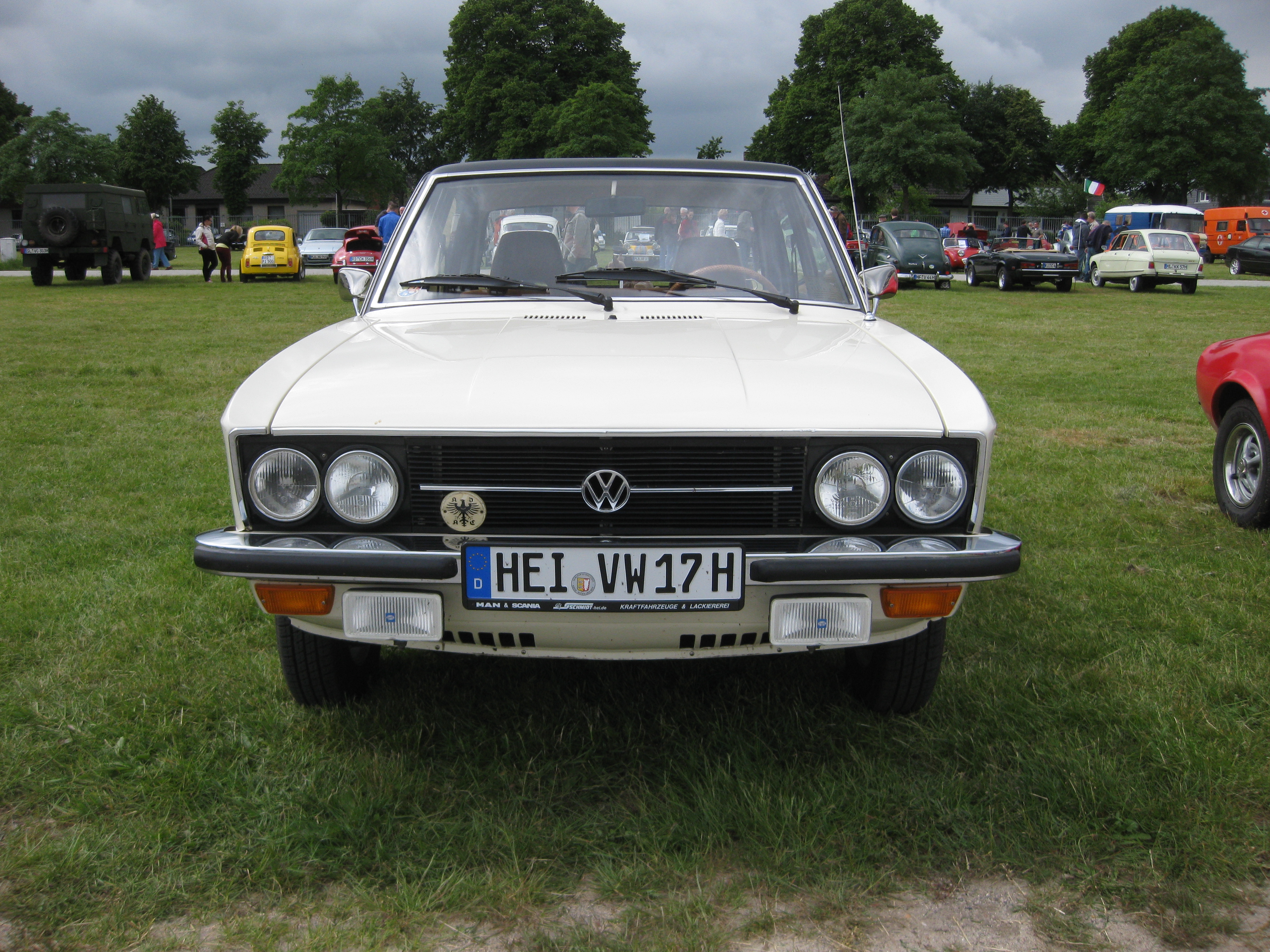
VW K 70 L, Frontpartie mit Doppelscheinwerfern, ab 1972

### Modelljahr 1972
- Ab August 1971 (Modelljahr 1972) wurden anstelle der eckigen Stoßstangen seitlich abgerundete Stoßstangen wie beim damals aktuellen Audi 100 (C 1) montiert. Beim K 70 L hatten die Stoßstangen vorn und hinten zusätzlich Gummiauflagen.
- Zum Modelljahr 1972 erhielt der K 70 die Sitze des parallel gebauten VW 411, ebenso dessen Kopfstützen, die als Sonderausstattung erhältlich waren. Bei einigen Details der Innenausstattung sparte VW ab dem Modelljahr 1972 dagegen ein: So fiel die Beleuchtung des Handschuhfaches weg, ebenso die Türkontaktschalter an den hinteren beiden Türen für das hintere Innenraumlicht, das nun zusammen mit dem vorderen nur über die vorderen Türen geschaltet wurde, und die Kleiderhaken an den Handgriffen oberhalb der Seitenfenster. Außerdem entfiel die durchgehende polierte Edelstahl-Zierleiste am Armaturenbrett. Das Heiz- und Lüftungsgebläse war nur noch zwei- statt dreistufig (in Aus-Stellung lief es nicht mehr dauerhaft mit); die beiden noch vorhandenen Gebläsestufen wurden dafür stärker. Darüber hinaus wurde die bislang unzureichende Geräuschdämmung zum Motorraum hin verbessert: Die Dämmmatten hinter dem Armaturenbrett sind mit 20 mm doppelt so dick wie vorher, außerdem ist der Karosseriehohlraum zwischen Motor- und Innenraum unterhalb des Windlaufblechs ausgeschäumt.
- Ab Frühjahr 1972 ließ sich das Getriebe durch ein neues Schaltgestänge mit weniger Gelenken leichter schalten; zum Modelljahr 1973 gab es dazu eine neue Getriebesynchronisierung, die das Schalten weiter erleichterte.

### Modelljahr 1973
- Ab August 1972 (Modelljahr 1973) verbesserte ein größeres Windleitblech mit Lüftungsschlitzen unter der vorderen Stoßstange die Kühlung der am Differenzial angeordneten Bremsen und ein seitlich leicht nach innen eingezogener Bug verringerte den Luftwiderstand minimal. Die Motorhaube erhielt eine breite Sicke in der Mitte. Das L-Modell erhielt Halogen-Doppelscheinwerfer (vorher hatte es auch nur Rechteckscheinwerfer). Darüber hinaus wurde ein mit Handkurbel zu bedienendes Stahlschiebe-Hebedach angeboten.
- Die Zierringe des Kombiinstrumentes waren ab Modelljahr 1973 in Schwarz gehalten, die Umrandungen entfielen. Außerdem verschwanden die Zwangsentlüftungsgitter in den D-Säulen, stattdessen bekamen die hinteren Türen von außen nicht sichtbare Lüftungsschlitze mit einem Lüftungsgitter unter der Armlehne an den Türinnenverkleidungen.
- Eine wichtige Änderung im Modelljahr 1973 betraf den Vergaser: Er wurde vom manuellen Starterzug mit Kontrollleuchte im Kombiinstrument auf eine Startautomatik umgestellt. Das Luftansaugelement vor dem Vergaser bekam zudem einen Dehnstoff-Thermostaten, der automatisch von kalter auf vom Auspuffkrümmer vorgewärmte Luft umschaltete; die vorherige Handregelklappe mit Umschaltung von Sommer- auf Winterbetrieb entfiel.
- Zum Ende des Modelljahrs, im Mai 1973, kam die dritte K-70-Motorisierung mit 100 PS/74 kW (1,8 Liter) auf den Markt. Der Zuwachs an Leistung wurde durch eine größere Zylinderbohrung auf einen Hubraum von 1,8 Litern erreicht. Zwischen den Zylindern floss kein Kühlwasser; zum Ausgleich erhielt der Motor einen größeren Kühler und einen fünf- statt wie bisher vierflügeligen Kühlerventilator. Zunächst als Sondermodell „K 70 LS“ („S“ stand für „Sport“) in einer begrenzten Auflage von 5000 Stück vorgesehen, auf Wunsch mit schwarzen Rallyestreifen seitlich, einem schwarz lackierten Heckblech und mit Aluminium-Gussrädern von Kolbenschmidt erhältlich, ersetzte der 100-PS-Motor (74 kW) zum Modelljahr 1974 den bisherigen 90-PS-Motor (66 kW). Der K 70 war somit nun auch in der Basisausstattung mit 100 PS (74 kW) zu haben.

### Modelljahr 1974
- Ab August 1973 (Modelljahr 1974) wurde außerdem das bisherige Dreispeichenlenkrad durch das Vierspeichenlenkrad des damaligen VW Käfer (mit großer Prallplatte) ersetzt, hinzu kamen schlichtere Lenkstockschalter (aus Metall), das Zündschloss befand sich nun an der Lenksäule, nicht mehr am Armaturenbrett. Das Parklicht ließ sich bei ausgeschalteter Zündung durch Betätigung des Blinkerhebels in die entsprechende Richtung einschalten, der separate Parklichtschalter rechts neben dem Hauptlichtschalter entfiel, an seine Stelle trat eine schwarze Abdeckblende. Die waagerechte Aluminiumzierleiste in der Mitte der Rückleuchtenstreugläser entfiel, zur Verstärkung der Leuchtwirkung bekamen sie eine kreisförmige Struktur. Außerdem wurde das Kombiinstrument nochmals geändert: Es erhielt an Tachometer und Drehzahlmesser neue Anzeigenadeln ohne Aluminiumkappen auf den Naben, zudem entfiel die Warnleuchte für eine zu geringe Tankreserve. Die Uhr war nun quarzgesteuert und erhielt einen stufenlos umlaufenden Sekundenzeiger. In der Sonnenblende auf der Fahrerseite fiel in der L-Version der Schminkspiegel weg. Der Tankdeckel war in der L-Version auch abschließbar erhältlich.

## Technische Daten
| Fahrzeugtyp                     | VW K 70 (75 PS)                                                                                              | VW K 70 (90 PS)                                                                                              | VW K 70 (100 PS)                                                                                             |
| ------------------------------- | --- | --- | --- |
| Bauzeitraum                     | 08/1970–01/1975                                                                                              | 08/1970–07/1973                                                                                              | 05/1973–01/1975                                                                                              |
| Motor                           | 4-Zylinder-Viertakt-Reihenmotor (über der Vorderachse)                                                       | 4-Zylinder-Viertakt-Reihenmotor (über der Vorderachse)                                                       | 4-Zylinder-Viertakt-Reihenmotor (über der Vorderachse)                                                       |
| Hubraum                         | 1605 cm³ | 1605 cm³ | 1807 cm³ |
| Bohrung × Hub                   | 82 × 76 mm                                                                                                   | 82 × 76 mm                                                                                                   | 87 × 76 mm                                                                                                   |
| Verdichtung                     | 8,0 : 1 | 9,5 : 1 | 9,5 : 1 |
| Leistung                        | 55 kW (75 PS) bei 5200/min                                                                                   | 66 kW (90 PS) bei 5200/min                                                                                   | 74 kW (100 PS) bei 5300/min                                                                                  |
| Max. Drehmoment                 | 122 Nm bei 3500/min                                                                                          | 134 Nm bei 4000/min                                                                                          | 152 Nm bei 3750/min                                                                                          |
| Ventilsteuerung                 | obenliegende Nockenwelle, Antrieb durch Duplexkette                                                          | obenliegende Nockenwelle, Antrieb durch Duplexkette                                                          | obenliegende Nockenwelle, Antrieb durch Duplexkette                                                          |
| Kühlung                         | Wasserkühlung mit Pumpe und Thermostat (Kühlerinhalt 7,6 l)                                                  | Wasserkühlung mit Pumpe und Thermostat (Kühlerinhalt 7,6 l)                                                  | Wasserkühlung mit Pumpe und Thermostat (Kühlerinhalt 7,6 l)                                                  |
| Vergaser                        | 1 Solex Flachstrom-Doppelvergaser 40 DDH, ab Modelljahr 1974 DDHT                                            | 1 Solex Flachstrom-Doppelvergaser 40 DDH, ab Modelljahr 1974 DDHT                                            | 1 Solex Flachstrom-Doppelvergaser 40 DDH, ab Modelljahr 1974 DDHT                                            |
| Getriebe                        | 4-Gang-Getriebe, vollsynchronisiert, Mittelschaltung; Vorderradantrieb                                       | 4-Gang-Getriebe, vollsynchronisiert, Mittelschaltung; Vorderradantrieb                                       | 4-Gang-Getriebe, vollsynchronisiert, Mittelschaltung; Vorderradantrieb                                       |
| Radaufhängung vorn              | Querlenker mit MacPherson-Federbeinen und Stabilisator                                                       | Querlenker mit MacPherson-Federbeinen und Stabilisator                                                       | Querlenker mit MacPherson-Federbeinen und Stabilisator                                                       |
| Radaufhängung hinten            | Schräglenker mit Federbeinen                                                                                 | Schräglenker mit Federbeinen                                                                                 | Schräglenker mit Federbeinen                                                                                 |
| Karosserie                      | Selbsttragende Ganzstahlkarosserie                                                                           | Selbsttragende Ganzstahlkarosserie                                                                           | Selbsttragende Ganzstahlkarosserie                                                                           |
| Lenkung                         | Zahnstangenlenkung (Wendekreis links 10,80 m, rechts 11,03 m); 4 Lenkradumdrehungen von Anschlag zu Anschlag | Zahnstangenlenkung (Wendekreis links 10,80 m, rechts 11,03 m); 4 Lenkradumdrehungen von Anschlag zu Anschlag | Zahnstangenlenkung (Wendekreis links 10,80 m, rechts 11,03 m); 4 Lenkradumdrehungen von Anschlag zu Anschlag |
| Bremsen                         | Zweikreissystem mit Bremskraftverstärker (hinten Bremskraftbegrenzer), vorn Scheiben-, hinten Trommelbremsen | Zweikreissystem mit Bremskraftverstärker (hinten Bremskraftbegrenzer), vorn Scheiben-, hinten Trommelbremsen | Zweikreissystem mit Bremskraftverstärker (hinten Bremskraftbegrenzer), vorn Scheiben-, hinten Trommelbremsen |
| Radstand                        | 2690 mm | 2690 mm | 2690 mm |
| Spurweite vorn/hinten           | 1390/1425 mm                                                                                                 | 1390/1425 mm                                                                                                 | 1390/1425 mm                                                                                                 |
| Reifengröße                     | 165 SR 14 (100 PS a. W. 175 SR 14 oder 185/70 SR 14)                                                         | 165 SR 14 (100 PS a. W. 175 SR 14 oder 185/70 SR 14)                                                         | 165 SR 14 (100 PS a. W. 175 SR 14 oder 185/70 SR 14)                                                         |
| Maße L × B × H                  | 4455 (L-Modell 4470) × 1685 × 1450 mm                                                                        | 4455 (L-Modell 4470) × 1685 × 1450 mm                                                                        | 4455 (L-Modell 4470) × 1685 × 1450 mm                                                                        |
| Leergewicht (ohne Fahrer)       | 1060–1100 kg                                                                                                 | 1060–1100 kg                                                                                                 | 1060–1100 kg                                                                                                 |
| Zulässiges Gesamtgewicht        | 1510–1560 kg                                                                                                 | 1510–1560 kg                                                                                                 | 1510–1560 kg                                                                                                 |
| Beschleunigung 0 – 100 km/h     | 16 s | 13,3 s | 13 s |
| Höchstgeschwindigkeit           | 148 km/h | 159 km/h | 162 km/h |
| Verbrauch (Liter/100 Kilometer) | 10,2 bis 12,5 Normal                                                                                         | 10,2 bis 13,5 Super                                                                                          | 11,0 bis 13,5 Super                                                                                          |
| Preis DM                        | 9450 (11/1970)                                                                                               | 9645 (11/1970)                                                                                               | 11.000 (08/1973)                                                                                             |

## Produktionszahlen
Vom K 70 wurden produziert:
| Jahr   | 1968 | 1969     | 1970   | 1971   | 1972   | 1973   | 1974  | 1975 | 1976 |
| ------ | ---- | -------- | ------ | ------ | ------ | ------ | ----- | ---- | ---- |
| Anzahl | –    | 23 (NSU) | 13.324 | 76.780 | 55.922 | 56.721 | 5.210 | 25   | –    |